# Акилов, Кузи
Кузи Акилов — советский хозяйственный и политический деятель.

## Биография
Родился в 1907 году в селе Шаватки Поён. Член КПСС.
Окончил Республиканскую партийную школу при ЦК КП(б) Таджикистана.
В 1920—1929 гг. — батрак, рабочий Самаркандского кожевенного и винодельческого заводов.
В 1929—1937 гг. — боец Таджикполка, слушатель Комвуза в Сталинабаде, помощник уполномоченного Файзабадского райотдела НКВД.
В 1937—1940 гг. — председатель республиканского профсоюзного комитета рабочих тяжёлой промышленности, заведующий сектором ЦК КП(б) Таджикистана, секретарь Гармского обкома КП(б) Таджикистана по кадрам.
В 1940—1941 гг. — второй секретарь Ленинабадского обкома КП(б) Таджикистана.
В 1941—1943 гг. — заместитель заведующего отделом кадров ЦК КП(б) Таджикистана.
В 1943—1944 гг. — первый секретарь Гармского обкома КП(б) Таджикистана.
В 1948—1952 гг. — заместитель министра лесного хозяйства Таджикской ССР.
В 1952—1956 гг. — ответорганизатор отдела партийных органов ЦК КП(б) Таджикистана.
В 1956—1962 гг. — председатель республиканского профсоюзного комитета рабочих промышленности товаров широкого потребления, председатель республиканского профсоюзного комитета рабочих легкой и текстильной промышленности.
Умер в 1995 году в Душанбе.

## Награды
- Орден Отечественной войны II степени
- Орден Трудового Красного Знамени
- Орден Знак Почёта (дважды)